# Tantra
Tantra (sanskrit तन्त्र tantra "væv" eller "lære") eller tantrisme er en betegnelse for flere religiøst-esoteriske traditioner med rod i Indiens religioner. Forenklet sagt er tantra indisk okkultisme.[kilde mangler]
Tantra findes såvel i hinduismen som i bönpo, buddhismen og jainismen.
Blandt de fænomener, der normalt går igen i de forskellige tantriske versioner, er troen på mantraer (magiske navne og lyde), yantraer (magiske diagrammer) og mandalaer (omfattende magiske diagrammer, der afbilder hele det spirituelle kosmos).
Tantra har i sine forskellige former eksisteret i Indien, Kina, Japan, Tibet, Nepal, Bhutan, Pakistan, Sri Lanka, Korea, Cambodia, Burma, Indonesien og Mongoliet. 
En tantra betegner endvidere traditionelt en tekst, der omhandler religiøse emner.

## Hinduistisk tantra
Grundtanken i tantra er at påkalde en kraft i naturen (ofte kaldet Shakti) og tøjle og bruge denne kraft via esoteriske teknikker, som kun den indviede tantriske mester og lærer – den såkaldte guru – kender i deres fulde udstrækning. Formålet kan bl.a. være at effektuere sine personlige ønsker via ritualerne og overnaturlige kræfter – såkaldt rituel magi, herunder de såkaldte siddhier, som menes at være opstået ved meditation. Eller målet kan være via de tantriske øvelser at "brænde karma af" for dermed hurtigere at nå den hinduistiske forløsning (moksha) ud af den fysiske virkelighed.
Både traditionelt og i moderne tid er begrebet desuden blevet brugt om spirituelle praksisser, der forener seksualitet og spiritualitet.
Religionsforskeren David Gordon White foreslår følgende meget tantra-velvillige definition:
| Citat | "Tantra er den gruppe østerlandske trosforestillinger og praksisser, som – idet den tager udgangspunkt i det princip, at det univers, vi oplever, intet andet er, end den konkrete manifestation af den guddommelige energi fra den guddom, som skaber og opretholder universet – forsøger rituelt at tilvende sig denne energi og kanalisere den på kreative og emancipatoriske måder inden for det menneskelige mikrokosmos." | Citat |
|       | |       |

## Buddhistisk tantra
Buddhistisk tantra adskiller sig fra ovenstående forklaring. I buddhistisk tantra arbejdes med analyse af alle opståede fænomener for derigennem at indse en manglende dualisme mellem subjekt og objekt (den, der ser og det, der ses). I buddhismen er der ingen guddom eller guddommelig energi. Til buddhistisk tantra eksisterer nogle forklarende tekster og ritualer, der alle er med til at udvikle den praktiserendes forståelse af sindets grundlæggende natur. Mantraer bruges til at skabe forbindelse til det erkendte sind, men er på ingen måde magiske, da der ikke eksisterer sand magi ifølge de buddhistiske belæringer. På samme måde bruges yantraer. De repræsenterer egenskaber i det erkendte sind.